# 23 de agosto
23 de agosto é o 235.º dia do ano no calendário gregoriano (236.º em anos bissextos). Faltam 130 dias para acabar o ano.

## Eventos históricos

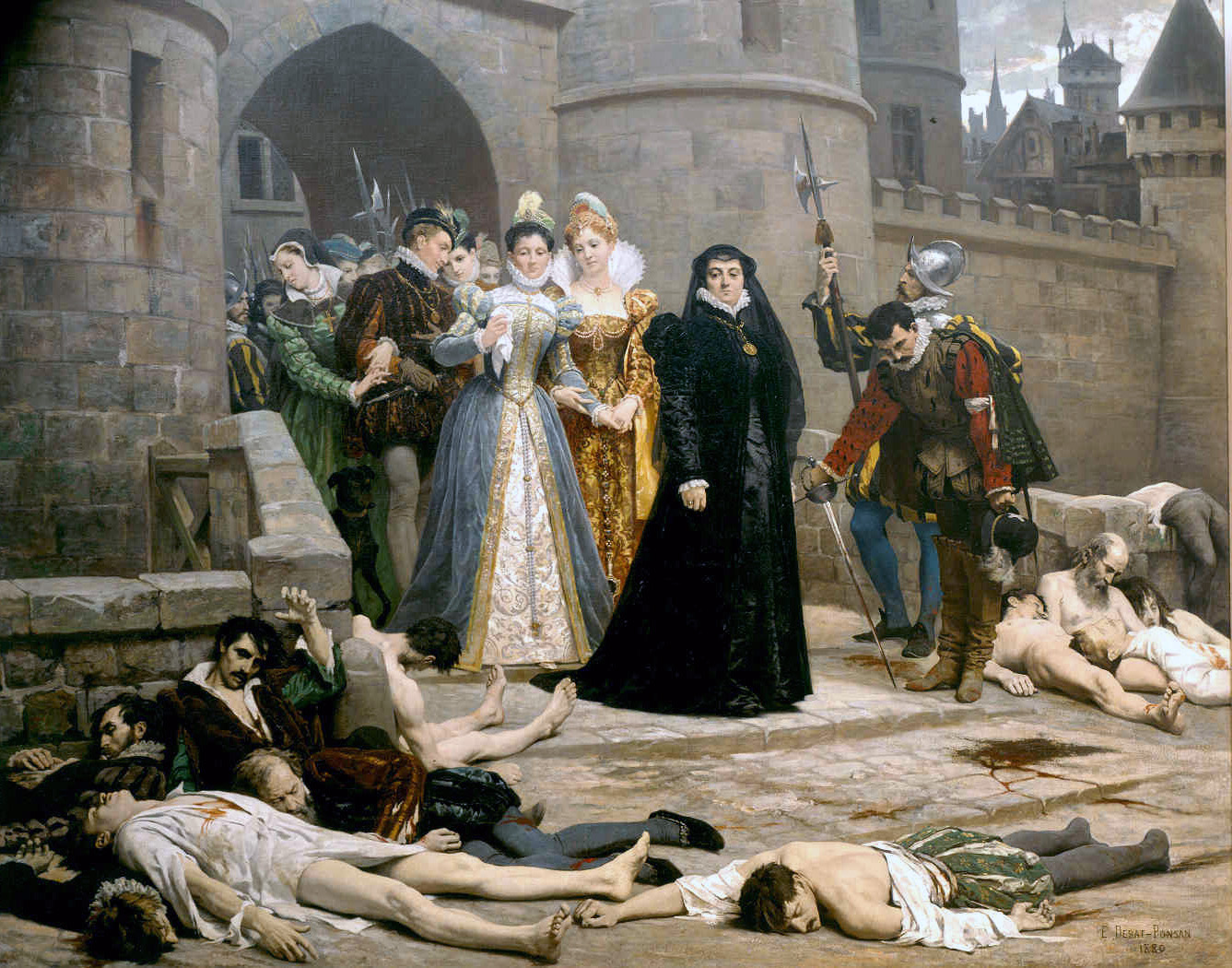
1572: Massacre da noite de São Bartolomeu

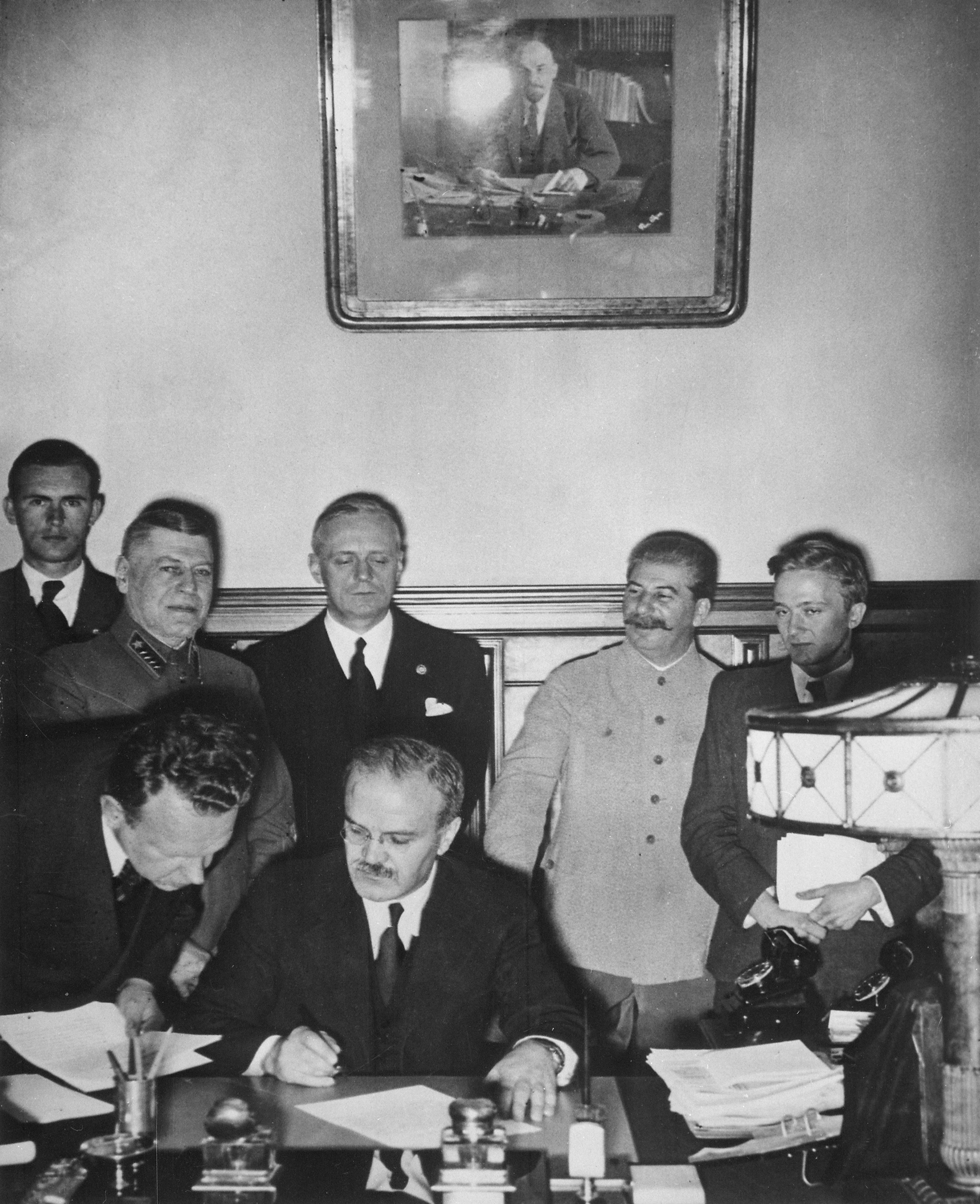
1939: Assinatura do Pacto Molotov-Ribbentrop

- 30 a.C. — Após a bem-sucedida invasão do Egito, Otaviano executa Marco Antônio Antilo, filho mais velho de Marco Antônio, e Cesarião, o último rei da dinastia ptolomaica do Egito e filho único de Júlio César e Cleópatra.
- 20 a.C. — Ludi Volcanalici são mantidos no recinto do templo de Vulcano, e usado por Augusto para marcar o tratado com a Pártia e o retorno dos estandartes legionários que haviam sido perdidos na Batalha de Carras em 53 a.C.
- 0079 – O Monte Vesúvio começa a se agitar, no dia da festa de Vulcano, o deus romano do fogo.[1]
- 0476 — Odoacro, chefe das tribos germânicas (hérulos - esciros federados), é proclamado rex Italiae ("Rei da Itália") por suas tropas.
- 0634 — Abacar morre em Medina e é sucedido por Omar, que se torna o segundo califa do Califado Ortodoxo.
- 1268 — Batalha de Tagliacozzo: o exército de Carlos I, Conde de Anjou derrota os partidários gibelinos de Conradino da Germânia marcando a queda da dinastia de Hohenstaufen dos tronos imperial e siciliano, e levando ao novo capítulo da dominação Angevina no sul da Itália.
- 1305 — William Wallace é executado por alta traição em Smithfield, Londres.
- 1328 — Batalha de Cassel: tropas francesas impedem uma revolta de fazendeiros flamengos.
- 1382 — Cerco de Moscou: a Horda Dourada liderada por Tokhtamysh sitia a capital do Grão-Ducado de Moscou.
- 1521 — Cristiano II da Dinamarca é deposto como rei da Suécia e Gustavo Vasa é eleito regente.
- 1541 — O explorador francês Jacques Cartier desembarca perto da cidade de Quebec em sua terceira viagem ao Canadá.
- 1572 — Guerras religiosas na França: a violência contra milhares de huguenotes em Paris resulta no massacre da noite de São Bartolomeu.
- 1595 — Longa Guerra Turca: o príncipe valáquio Miguel, o Bravo, confronta o exército otomano na Batalha de Călugăreni e obtém uma vitória tática.[2]
- 1600 — Batalha do Castelo de Gifu: as forças orientais de Tokugawa Ieyasu derrotam os clãs japoneses ocidentais leais a Toyotomi Hideyori, levando à destruição do Castelo de Gifu e servindo como um prelúdio para a Batalha de Sekigahara.
- 1628 — George Villiers, o primeiro Duque de Buckingham, é assassinado por John Felton.
- 1655 — Batalha de Sobota: o Império Sueco liderado por Carlos X Gustavo derrota a Comunidade Polaco-Lituana.
- 1703 — Evento de Edirne: o sultão Mustafá II do Império Otomano é destronado.
- 1775 — Guerra Revolucionária Americana: o rei Jorge III entrega sua Proclamação de Rebelião ao Tribunal de St. James declarando que as colônias americanas procederam a um estado de rebelião aberta e declarada.
- 1782 — Guerra Revolucionária Americana: as forças britânicas concluem a reconquista dos espanhóis dos assentamentos de Black River na Costa do Mosquito.[3]
- 1799 — Napoleão I da França deixa o Egito para a França a caminho da tomada do poder.
- 1813 — Na Batalha de Großbeeren, os prussianos sob o comando de Von Bülow repelem o exército francês.
- 1839 — O Reino Unido captura Hong Kong como base para se preparar para a guerra com a China Qing. O conflito de três anos que se seguiu será mais tarde conhecido como a Primeira Guerra do Ópio.
- 1866 — A Guerra Austro-Prussiana termina com o Tratado de Praga.
- 1890 — Foi fundada pelo presidente Emílio Rangel Pestana a Bolsa Livre, que seria o embrião da Bolsa de Valores de São Paulo (Bovespa), atual B3.
- 1895 — Termina a Revolução Federalista, nos estados do sul do Brasil com assinatura de um tratado de paz, os federalistas foram derrotados na batalha de Campo Osório meses antes.
- 1898 — A Expedição Southern Cross, o primeiro empreendimento britânico da Idade Heroica da Exploração da Antártida, parte de Londres.
- 1904 — O pneu com correntes para automóveis é patenteado.
- 1914 — Primeira Guerra Mundial: Japão declara guerra à Alemanha; a Força Expedicionária Britânica atinge Mons, na Bélgica; Batalha de Kraśnik, Império Russo, norte da Galícia, actual Polónia - vitória das forças austro-húngaras sobre as forças russas.
- 1927 — Os anarquistas italianos Sacco e Vanzetti são executados após um longo e controverso julgamento.
- 1929 — Massacre de Hebrom durante os tumultos palestinos de 1929: ataque árabe à comunidade judaica em Hebrom no Mandato Britânico da Palestina, continuando até o dia seguinte, resultou na morte de cerca de 68 judeus e os restantes foram forçados a deixar a cidade.
- 1939 — Segunda Guerra Mundial: a Alemanha Nazista e a União Soviética assinam um tratado de não agressão, o Pacto Molotov-Ribbentrop. Em uma adição secreta ao pacto, os Países Bálticos, Finlândia, Romênia e Polônia são divididos entre os dois países.
- 1942 — Segunda Guerra Mundial: início da Batalha de Stalingrado.
- 1943 — Segunda Guerra Mundial: Carcóvia é libertada após a Batalha de Kursk.
- 1944
  - Segunda Guerra Mundial: o rei Miguel I da Romênia demite o governo pró-nazista do marechal Antonescu, que é preso. A Romênia muda de lado do Eixo para os Aliados.
  - Segunda Guerra Mundial: Marselha é libertada pelas forças aliadas.
- 1945 — Segunda Guerra Mundial: guerra soviético-japonesa: o Comitê de Defesa do Estado da URSS emite o Decreto no. 9898cc "Sobre recebimento, acomodação e utilização de trabalho dos prisioneiros de guerra do exército japonês".
- 1946 — Portaria nº 46 do Governo Militar Britânico constitui os Länder (estados) alemães de Hanover e Eslésvico-Holsácia.
- 1948 — O Conselho Mundial de Igrejas é formado por 147 igrejas de 44 países.
- 1954 — Primeiro voo da aeronave multifunções Lockheed C-130 Hercules.
- 1958 — Guerra Civil Chinesa: a Segunda Crise do Estreito de Taiwan começa com o bombardeio do Exército Popular de Libertação de Kinmen.
- 1966 — A Lunar Orbiter 1 tira a primeira fotografia da Terra vista da órbita ao redor da Lua.
- 1973 — Um assalto a banco que deu errado em Estocolmo, na Suécia, se transforma em uma crise de reféns; nos próximos cinco dias, os reféns começam a simpatizar com seus captores, levando ao termo "Síndrome de Estocolmo".
- 1989 — Revolução Cantada: dois milhões de pessoas da Estônia, Letônia e Lituânia ficam de mãos dadas na estrada Vilnius-Tallinn.
- 1990
  - Saddam Hussein aparece na televisão estatal iraquiana com vários "convidados" ocidentais (na verdade, reféns) para tentar impedir a Guerra do Golfo.
  - A Armênia declara sua independência da União Soviética.
  - Alemanha Ocidental e Oriental anunciam que se reunirão em 3 de outubro.
- 1991 — A World Wide Web é aberta ao público.
- 2000 — O voo Gulf Air 072 se choca contra o Golfo Pérsico perto de Manama, no Bahrein, matando 143 pessoas.
- 2002 — O Brasil é o 81.° país a ratificar o Protocolo de Kyoto.
- 2006 — Natascha Kampusch, que havia sido sequestrada com dez anos de idade, escapa de seu sequestrador, Wolfgang Přiklopil, após oito anos de cativeiro.
- 2007 — Os restos mortais dos últimos membros da família real da Rússia, Alexei Nikolaevich, czarevich da Rússia, e sua irmã, a grã-duquesa Anastasia, são descobertos perto de Ecaterimburgo, na Rússia.
- 2011 — O líder líbio Muammar Gaddafi é derrubado depois que as forças do Conselho Nacional de Transição assumem o controle da base militar de Bab al-Azizia durante a Guerra Civil da Líbia.
- 2023
  - A Sonda indiana Chandrayaan-3 torna-se a primeira a pousar no polo sul da Lua.
  - Yevgeny Prigozhin e Dmitry Utkin, fundadores do Grupo Wagner, morrem em queda de avião no Oblast de Tver, Rússia.

## Nascimentos

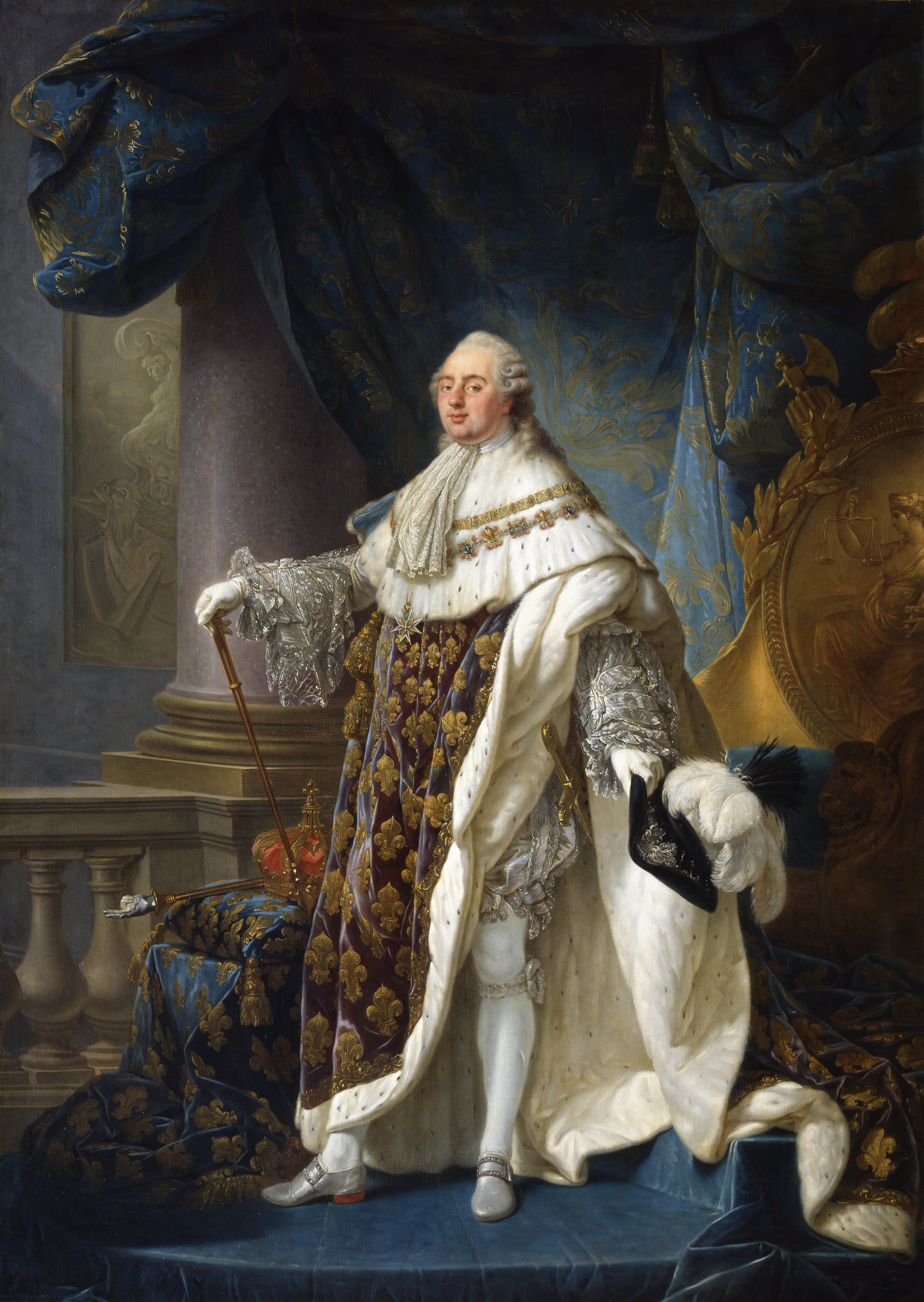
Luís XVI de França

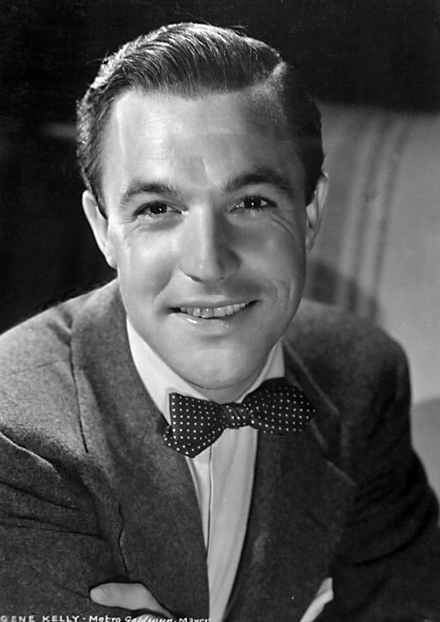
Gene Kelly

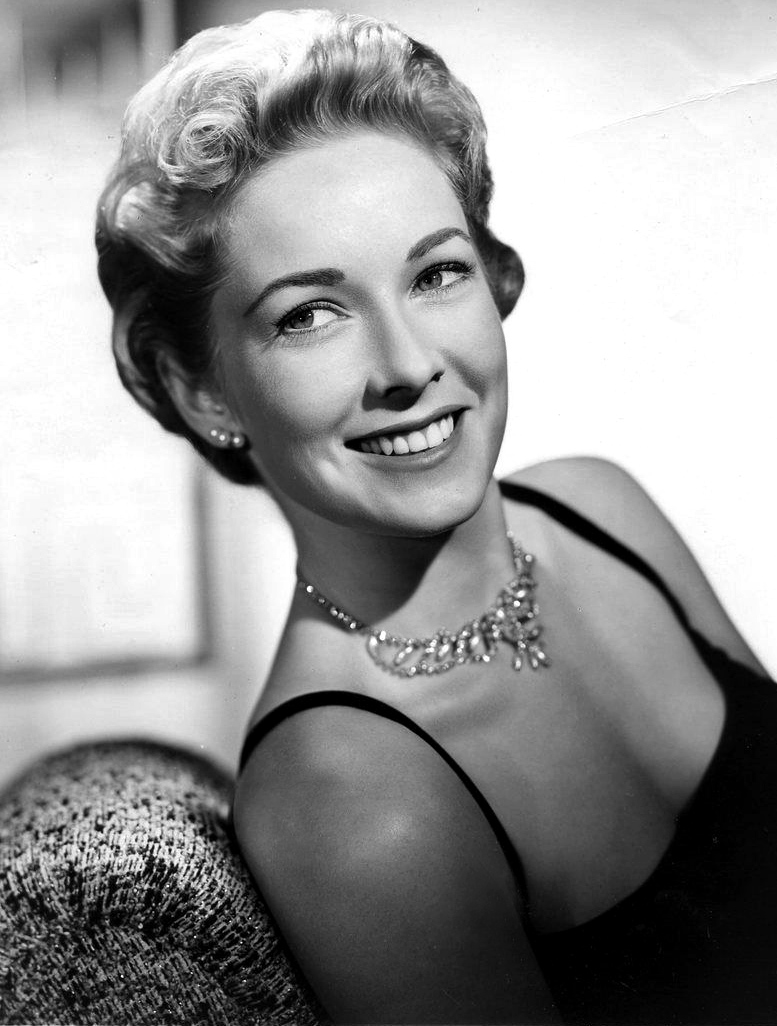
Vera Miles

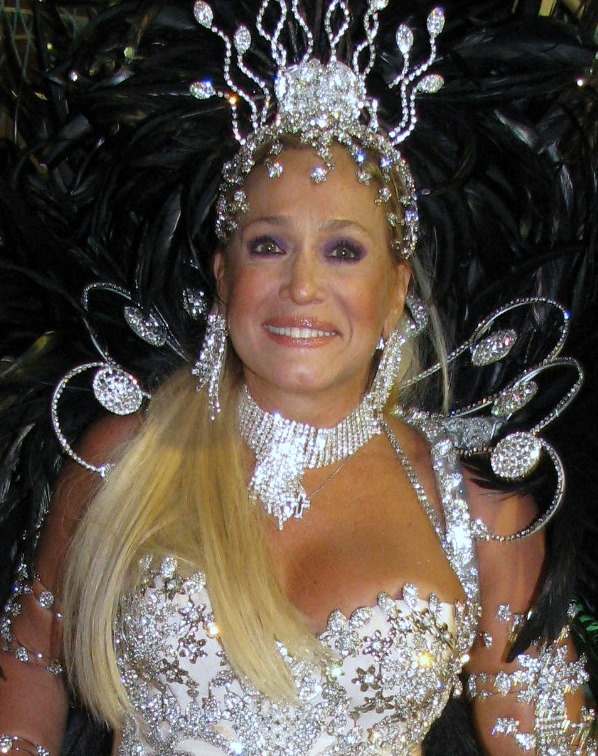
Susana Vieira

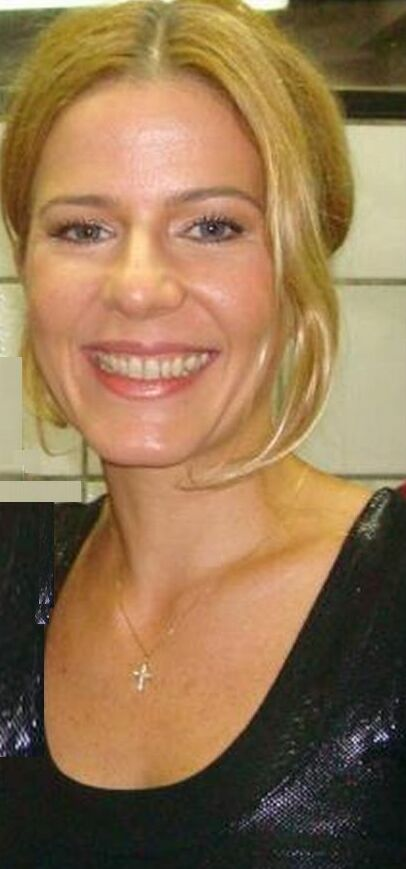
Paula Toller

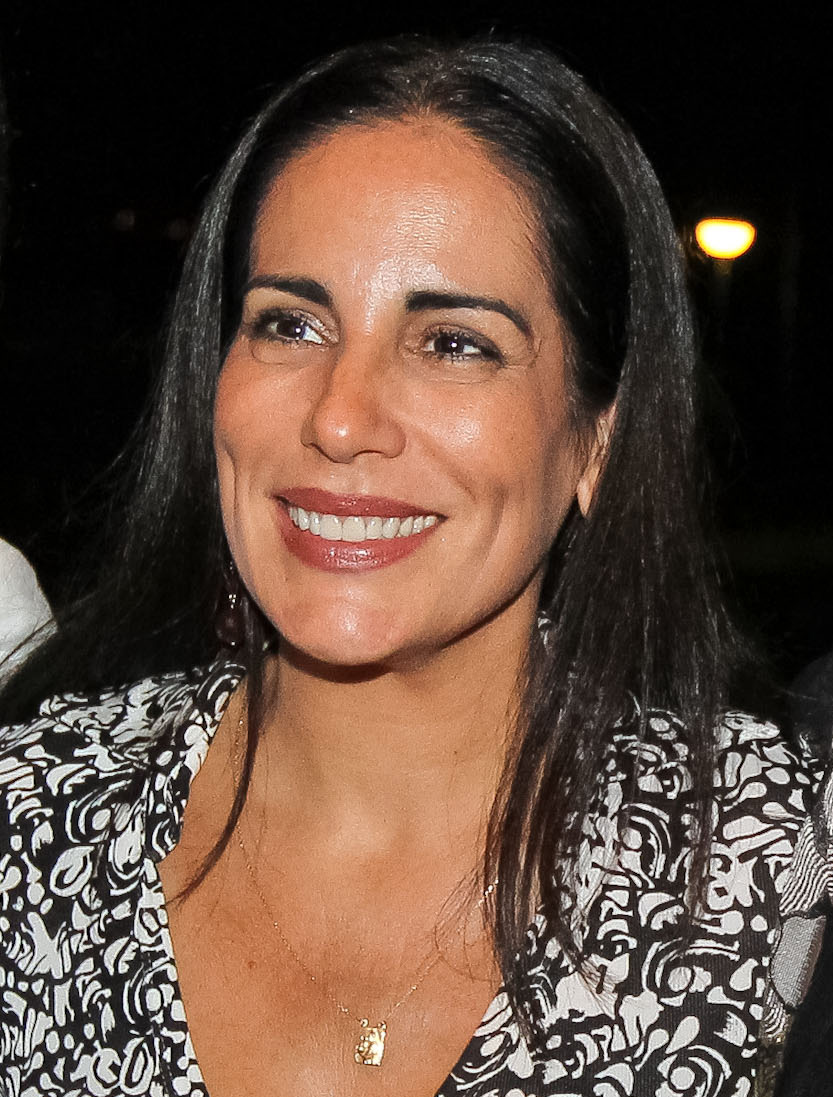
Glória Pires

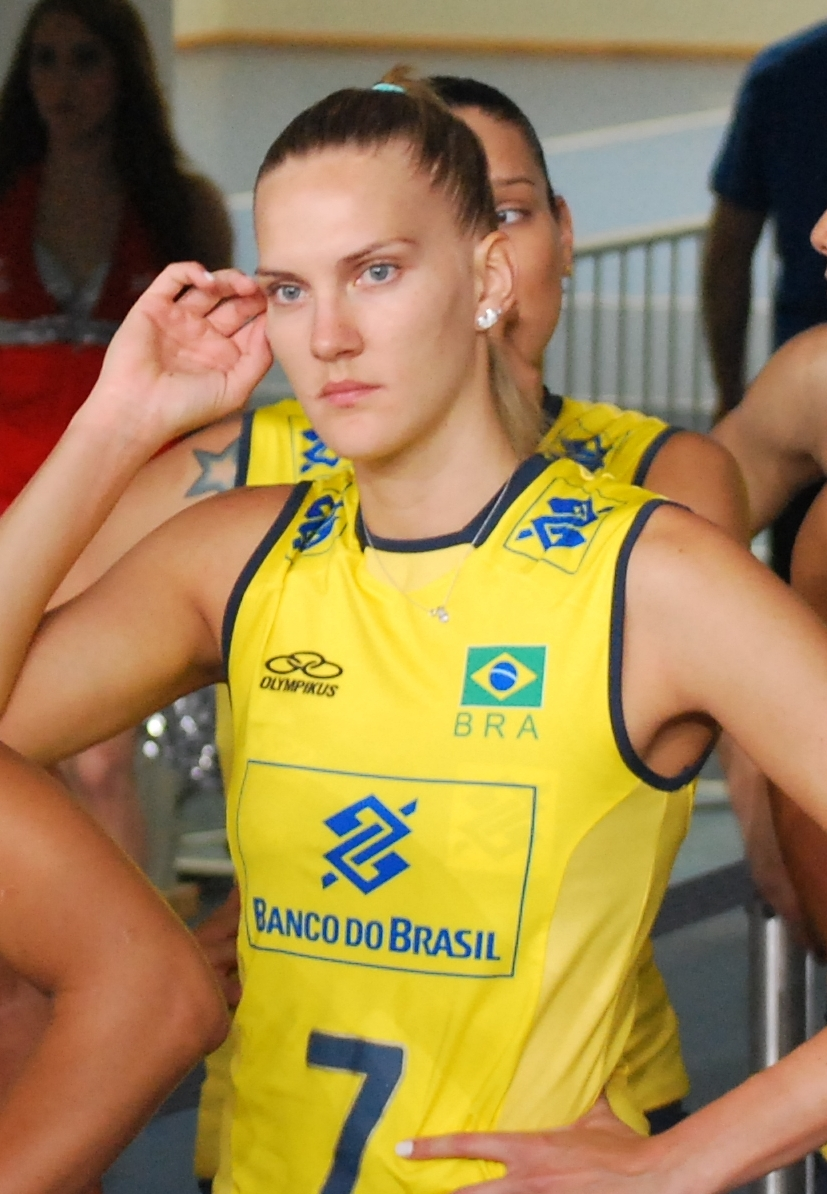
Marianne Steinbrecher

### Anteriores ao século XIX
- 0963 — Ricardo II da Normandia (m. 1026).
- 1659 — Henry Avery, pirata britânico (m. 1699).
- 1708 — João Evangelista Pereira da Silva, religioso português (m. 1782).
- 1740 — Ivan VI da Rússia (m. 1764).
- 1741 — Jean-François de La Pérouse, explorador francês (m. 1788).
- 1754 — Luís XVI de França (m. 1793).
- 1766 — Johann Centurius von Hoffmannsegg, naturalista, botânico e ornitólogo alemão (m. 1849).
- 1769 — Georges Cuvier, paleontologista francês (m. 1832).
- 1776 — Josef Hoëné-Wronski, filósofo polonês (m. 1853).
- 1777 — Adelaide de Orleães (m. 1847).

### Século XIX
- 1811 — Auguste Bravais, físico francês (m. 1863).
- 1815 — Henry Acland, médico e educador britânico (m. 1900).
- 1829 — Moritz Cantor, matemático alemão (m. 1920).
- 1836 — Maria Henriqueta da Áustria (m. 1902).
- 1842 — Osborne Reynolds, físico britânico (m. 1912).
- 1849 — William Ernest Henley, poeta e crítico literário britânico (m. 1903).
- 1851 — Ramiro Barcellos, político brasileiro (m. 1916).
- 1852 — Arnold Toynbee, filósofo e historiador britânico (m. 1883).
- 1863 — Jorge Mikhailovich da Rússia (m. 1919).
- 1864 — Elefthérios Venizélos, político grego (m. 1936).
- 1868 — Paul Otlet, empresário e advogado belga (m. 1944).
- 1869 — James Rolph, político estadunidense (m. 1934).
- 1877 — Alfred Rosmer, líder sindicalista estadunidense (m. 1964).
- 1880 — Alexander Grin, escritor russo (m. 1932).
- 1883 — Jonathan M. Wainwright, general estadunidense (m. 1953).
- 1884
  - Felipe Neri Jiménez, general mexicano (m. 1914).
  - Olaf Syvertsen, ginasta norueguês (m. 1964).
- 1885 — Henry Tizard, químico britânico (m. 1959).
- 1887 — Alvin Hansen, economista estadunidense (m. 1975).
- 1889 — Hans Beyer, ginasta norueguês (m. 1965).
- 1891
  - Luís Inácio de Anhaia Melo, arquiteto e político brasileiro (m. 1974).
  - Guilherme Frederico, Duque de Eslésvico-Holsácia (m. 1965).
- 1896 — Hubert von Meyerinck, ator alemão (m. 1971).
- 1900
  - Ernst Krenek, compositor austríaco (m. 1991).
  - Malvina Reynolds, cantora estadunidense (m. 1978).

### Século XX

#### 1901–1950
- 1902
  - Paul Călinescu, cineasta romeno (m. 2000).
  - Teresa Cristina de Saxe-Coburgo-Gota e Bragança (m. 1990).
- 1905 — Constant Lambert, compositor britânico (m. 1951).
- 1906
  - Zoltan Sarosy, mestre de xadrez canadense (m. 2017).
  - Luis Ortiz Monasterio, escultor mexicano (m. 1990).
- 1908 — Arthur Adamov, escritor e dramaturgo francês (m. 1970).
- 1910 — Giuseppe Meazza, futebolista italiano (m. 1979).
- 1911 — Betty Robinson, velocista norte-americana (m. 1999).
- 1912
  - Gene Kelly, ator e dançarino estadunidense (m. 1996).
  - Nelson Rodrigues, dramaturgo, escritor, jornalista e comentarista de futebol brasileiro (m. 1980).
- 1914 — Afonso Niehues, arcebispo católico brasileiro (m. 1991).
- 1919
  - Dries van der Lof, automobilista neerlandês (m. 1990).
  - Francisco Ferreira, futebolista português (m. 1986).
- 1921 — Kenneth Arrow, economista estadunidense (m. 2017).
- 1922
  - Tônia Carrero, atriz brasileira (m. 2018).
  - Pierre Gauvreau, pintor, roteirista e produtor canadense (m. 2011).
  - Nazik Al-Malaika, poetisa iraquiana (m. 2007).
- 1923 — Raymundo Carvalho dos Santos, jogador de basquete brasileiro (m. 2011).
- 1924
  - Robert Solow, economista estadunidense (m. 2023).
  - Ephraim Kishon, escritor israelense (m. 2005).
  - Wang Danfeng, atriz chinesa (m. 2018).
- 1925
  - Robert Mulligan, cineasta estadunidense (m. 2008).
  - Marcello Alencar, político e advogado brasileiro (m. 2014).
- 1926 — Clifford Geertz, antropólogo estadunidense (m. 2006).
- 1928 — Marian Seldes, atriz estadunidense (m. 2014).
- 1929 — Zoltán Czibor, futebolista húngaro (m. 1997).
- 1930
  - Michel Rocard, político francês (m. 2016).
  - Cabeção, futebolista brasileiro (m. 2020).
  - Vera Miles, atriz estadunidense.
- 1931
  - Barbara Eden, atriz e cantora estadunidense.
  - Hamilton Smith, microbiologista norte-americano.
- 1932 — Houari Boumédiène, político argelino (m. 1978).
- 1933
  - A. H. de Oliveira Marques, historiador e professor português (m. 2007).
  - Pete Wilson, político estadunidense.
  - Robert Curl, químico estadunidense (m. 2022).
- 1934 — Nayef bin Abdul Aziz Al Saud, príncipe saudita (m. 2012).
- 1935
  - João Mineiro, cantor brasileiro (m. 2012).
  - Marco Coll, futebolista e treinador de futebol colombiano (m. 2017).
  - Léonard Gianadda, engenheiro suíço (m. 2023).
- 1936 — Henry Lee Lucas, criminoso norte-americano (m. 2001).
- 1940 — Tony Bill, cineasta, produtor e ator norte-americano.
- 1941 — Rafael Albrecht, futebolista argentino (m. 2021).
- 1942
  - Susana Vieira, atriz brasileira.
  - Jarbas Vasconcelos, advogado e político brasileiro.
- 1943
  - Raúl Cubas Grau, político paraguaio.
  - Pino Presti, músico italiano.
- 1944
  - Augustin Deleanu, futebolista romeno (m. 2014).
  - Roberto D'Aubuisson, militar e político salvadorenho (m. 1992).
- 1945
  - Bob Peck, ator britânico (m. 1999).
  - Rita Pavone, cantora e atriz italiana.
  - Adaílton Ladeira, ex-futebolista e treinador de futebol brasileiro.
  - Iccho Itoh, político japonês (m. 2007).
- 1947 — Keith Moon, músico britânico (m. 1978).
- 1948
  - Yuriy Yekhanurov, político ucraniano.
  - Glauce Graieb, atriz brasileira.
- 1949
  - Vicky Leandros, cantora grega.
  - Rick Springfield, ator, cantor e compositor australiano.
  - Leslie Van Houten, criminosa norte-americana.
- 1950
  - Roza Otunbayeva, política quirguiz.
  - Luigi Delneri, ex-futebolista e treinador de futebol italiano.

#### 1951–2000
- 1951
  - Akhmad Kadyrov, político checheno (m. 2004).
  - Jimi Jamison, cantor e compositor estadunidense (m. 2014).
  - Noor da Jordânia.
- 1952
  - Lourival Vargas, pintor brasileiro (m. 2008).
  - Carlos Santillana, ex-futebolista espanhol.
- 1953 — Artūras Paulauskas, político e advogado lituano.
- 1954 — Marc Vann, ator estadunidense.
- 1955 — Ibrahim Aoudou, futebolista camaronês (m. 2022).
- 1956
  - Cris Morena, atriz e produtora de televisão argentina.
  - Skipp Sudduth, ator estadunidense.
  - Fernando Botero Zea, político e empresário mexicano.
- 1957 — Antonio Meneses, violoncelista brasileiro (m. 2024).
- 1959
  - Jorginho Putinatti, ex-futebolista brasileiro.
  - Peter Oppegard, ex-patinador artístico estadunidense.
  - Juan Barbas, ex-futebolista argentino.
- 1960 — Hubert Seiz, ex-ciclista suíço.
- 1961 — Alexandre Desplat, compositor e ator francês.
- 1962
  - Paula Toller, cantora e compositora brasileira.
  - Hassan Mohamed, ex-futebolista emiradense.
- 1963
  - Glória Pires, atriz brasileira.
  - Laura Flores, atriz, cantora e apresentadora mexicana.
  - Chan-wook Park, cineasta sul-coreano.
- 1964
  - Sylvinho Blau-Blau, cantor e compositor brasileiro.
  - Johan Bruyneel, ex-ciclista belga.
- 1966
  - Alberto Acosta, ex-futebolista argentino.
  - Scott Shiflett, baixista estadunidense.
- 1967
  - Andrius Mamontovas, músico, produtor musical, ator e compositor lituano.
  - Cedella Marley, cantora, compositora, atriz e empresária jamaicana.
- 1968 — Hajime Moriyasu, ex-futebolista e treinador de futebol japonês.
- 1970
  - River Phoenix, ator estadunidense (m. 1993).
  - Jay Mohr, ator e comediante estadunidense.
  - Nikolai Starikov, escritor, jornalista, ativista e político russo.
- 1971
  - Demetrio Albertini, ex-futebolista italiano.
  - Ana Kutner, atriz brasileira.
- 1972 — Manuel Vidrio, ex-futebolista mexicano.
- 1973 — Chelsi Smith, modelo norte-americana (m. 2018).
- 1974
  - Edson Cadorini, cantor brasileiro.
  - Toni Brunner, político suíço.
  - Konstantin Novoselov, físico russo.
  - Serhiy Zhadan, escritor e ensaísta ucraniano.
- 1975
  - Gustavo Endres, ex-jogador de vôlei brasileiro.
  - Miguel Pereira, ex-futebolista angolano.
  - Gustavo Wabner, ator brasileiro.
- 1976
  - Edinanci Silva, ex-judoca brasileira.
  - Scott Caan, ator estadunidense.
- 1977 — Luis Rubiales, ex-futebolista e dirigente esportivo espanhol.
- 1978
  - Julian Casablancas, cantor e compositor estadunidense.
  - Kobe Bryant, jogador de basquete estadunidense (m. 2020).
  - Heleno Faísca, ex-futebolista brasileiro.
  - Georgi Chilikov, ex-futebolista búlgaro.
- 1980
  - Bruno Gradim, ator brasileiro.
  - Diamondog, rapper angolano.
- 1981
  - Stephan Loboué, ex-futebolista marfinense.
  - Carmen Luvana, atriz estadunidense.
- 1982
  - Natalie Coughlin, nadadora estadunidense.
  - Emmanuel Osei, ex-futebolista ganês.
- 1983
  - Marianne Steinbrecher, jogadora de vôlei brasileira.
  - Bruno Spengler, automobilista alemão.
  - Camila Rodrigues, atriz brasileira.
  - Agustín Viana, ex-futebolista uruguaio.
  - Wayne Sandilands, ex-futebolista sul-africano.
  - João Souza, esgrimista brasileiro.
  - Ruta Gedmintas, atriz britânica.
  - Emmanuel Noruega, futebolista macaense.
- 1984
  - Glen Johnson, ex-futebolista britânico.
  - Thiago Costackz, artista plástico brasileiro.
  - Ashley Williams, ex-futebolista britânico.
- 1986
  - Catarina Wallenstein, atriz portuguesa.
  - Evandro Goebel, futebolista brasileiro.
  - Vic Wild, snowboarder norte-americano.
- 1988
  - Olga Govortsova, tenista bielorrussa.
  - Daniel Schwaab, ex-futebolista alemão.
  - Victor Nyirenda, futebolista malauiano.
  - Vaani Kapoor, modelo e atriz indiana.
  - Alice Glass, cantora canadense.
  - Mikhail Aloyan, pugilista russo.
- 1989
  - Alan Ruschel, futebolista brasileiro.
  - Sidnei, futebolista brasileiro.
  - Matías Defederico, ex-futebolista argentino.
  - Trixie Mattel, drag queen norte-americana.
- 1990
  - Luís Sá Silva, automobilista macaense.
  - Seth Curry, jogador de basquete estadunidense.
  - Rodrigo Germade, canoísta espanhol.
  - Alan Aguerre, futebolista argentino.
- 1991
  - Fabián Balbuena, futebolista paraguaio.
  - Jake Manley, ator canadense.
- 1992 — Henri Junior Ndong, futebolista gabonês.
- 1993
  - Sebastián Cristóforo, futebolista uruguaio.
  - Chico Chico, cantor e compositor brasileiro.
- 1994
  - Roberto Bellarosa, cantor belga.
  - Shoya Nakajima, futebolista japonês.
  - August Ames, atriz canadense (m. 2017).
  - Igor Julião, futebolista brasileiro.
- 1995
  - Cecilie Uttrup Ludwig, ciclista neerlandesa.
  - Cameron Norrie, tenista britânico.
- 1996
  - Yosuke Ideguchi, futebolista japonês.
  - Rosefelo Siosi, meio-fundista salomônico.
- 1997 — Lil Yachty, rapper estadunidense.
- 1999
  - Anders Halland Johannessen, ciclista norueguês.
  - Tobias Halland Johannessen, ciclista norueguês.
  - Francis Amuzu, futebolista belga.
- 2000 — Devin Vassell, jogador de basquete americano.

### Século XXI
- 2002 — Arthur Cazaux, tenista francês.
- 2005 — Júlia Soares, ginasta brasileira.

## Mortes

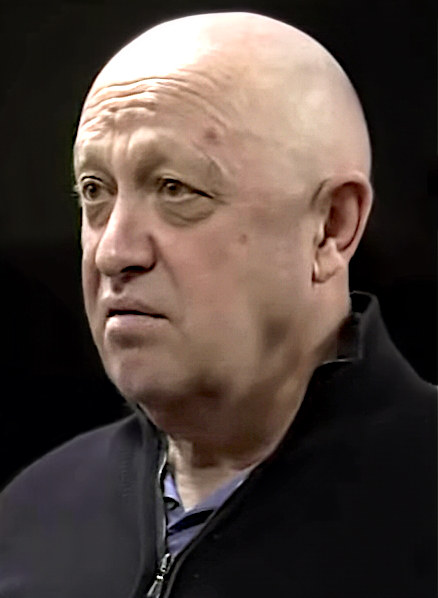
Yevgeny Prigozhin

### Anteriores ao século XIX
- 0406 — Radagaiso, rei godo (n. ?).
- 0634 — Abacar, primeiro califa islâmico (n. 570).
- 1176 — Rokujo, imperador do Japão (n. 1164).
- 1305 — William Wallace, patriota escocês (n. 1270).
- 1540 — Guilherme Budé, humanista francês (n. 1467).
- 1610 — Antonieta de Lorena (n. 1568).

### Século XIX
- 1806 — Charles Augustin de Coulomb, físico francês (n. 1736).
- 1892 — Deodoro da Fonseca, militar e político brasileiro, 1.° presidente do Brasil (n. 1827).

### Século XX
- 1926 — Rodolfo Valentino, ator italiano (n. 1895).
- 1968 — Vicente Celestino, cantor, compositor e ator brasileiro (n. 1894).
- 1982
  - Alberto Cavalcanti, diretor brasileiro (n. 1897).
  - Stanford Moore, químico americano (n. 1913).
- 1987 — Didier Pironi, automobilista francês (n. 1952).
- 1997 — John Cowdery Kendrew, bioquímico britânico (n. 1917).
- 1988
  - Menotti Del Picchia, poeta e escritor ítalo-brasileiro (n. 1892).
  - Jack Sher, roteirista e cineasta estadunidense (n. 1913).
- 1989 — Erik Almgren, futebolista e treinador de futebol sueco (n. 1908).

### Século XXI
- 2001 — Kathleen Freeman, atriz norte-americana (n. 1919).
- 2005 — Brock Peters, ator norte-americano (n. 1927).
- 2006
  - Maynard Ferguson, trompetista canadense (n. 1928).
  - Ed Warren, investigador paranormal norte-americano (n. 1926).
- 2014 — Albert Ebossé Bodjongo, futebolista camaronês (n. 1989).
- 2015 — Guy Ligier, automobilista, motociclista e empresário francês (n. 1930).
- 2016 — Goulart de Andrade, apresentador de televisão e jornalista brasileiro (n. 1933).
- 2019 — Kito Junqueira, ator e político brasileiro (n. 1948).
- 2021 — Jean-Luc Nancy, filósofo francês (n. 1940).
- 2023 — Yevgeny Prigozhin, oligarca russo (n. 1961).

## Feriados e eventos cíclicos
- Dia Internacional de Combate a Injustiça
- Dia do Internauta
- Dia do Aviador Naval
- Dia da Intendência

### Cristianismo
- Filipe Benício
- Flaviano de Autun
- Lupo
- Rosa de Lima
- Sidônio de Aix
- Tydfil
- Zaqueu de Jerusalém

## Outros calendários
- No calendário romano era o 10.º dia (X) antes das calendas de setembro.
- No calendário litúrgico tem a letra dominical D para o dia da semana.
- No calendário gregoriano a epacta do dia é ii.